# Dixie Bowl
Ne doit pas être confondu avec Dixie Classic.
Le Dixie Bowl était un match annuel d'après-saison régulière de football américain de niveau universitaire. 
Il s'est joué à deux reprises, les 1er janvier 1948 et 1949 (après les saisons régulières de 1947 et 1948), au Legion Field à Birmingham dans l'Alabama
et a opposé des équipes issues de la Southern Conference (SoCon) et de la Southwest Conference (SWC).
Il ne faut pas confondre cet événement avec le Dixie Classic lequel s'était joué à Dallas au Texas après les saisons 1921, 1924 et 1933.
La ville de Birmingham et le Legion Field ont depuis lors accueilli plusieurs autres bowls dont le Hall of Fame Classic, l'All-American Bowl et le BBVA Compass Bowl.
Actuellement, le stade héberge l'équipe de football américain des Blazers d'Alabama (à ne pas confondre avec les Crimson Tide de l'Alabama).

## Palmarès
| Dates            | Gagnants            | Résultats | Perdants                  | Conférences | Assistances |
| ---------------- | ------------------- | --------- | ------------------------- | ----------- | ----------- |
| 1er janvier 1948 | Arkansas Razorbacks | 21-19     | #14 William and Mary      | SWC - SOCON | 20 000      |
| 1er janvier 1949 | Baylor Bears        | 20-17     | Wake Forest Demon Deacons | SWC - SOCON | 22 000      |

## Les matchs

### 1947
Le premier Dixie Bowl met en présence les équipes d'Arkansas et de William and Mary (classée 14e au classement annuel de l'Associated Press ou AP Poll). Les Arkansas Razorbacks terminent la saison régulière sur un bilan de 5 victoires, 4 défaites et 1 nul tandis que les Indians de William and Mary affichent un bilan de 9 victoires pour une seule défaite.
William & Mary mène rapidement grâce à un touchdown à la course de Jack Cloud lequel avait récupéré le ballon après un fumble sur un coup de pied rapide. Cloud marque à nouveau mais l'extra-point n'est pas transformé par le quart arrière Stan Magdziak. Menés treize à rien, le quart-arrière d'Arkansas, Kenny Holland, se connecte avec son receveur Ross Pritchard pour un touchdown sur passe de 59 yards. L'extra-point est inscrit par Aubrey Fowler et le score est de 7 à 13. Le défenseur d'Arkansas Melvin McGaha intercepte ensuite une passe de Magdziak et va inscrire un touchdown de 70 yards. L'extra-point ayant été inscrit à nouveau par Fowler, Arkansas mène 14 à 13. Les Indians se battent dans le troisième quart-temps et inscrivent un second touchdown mais rattent à nouveau la conversion (score 14-19). Arkansas inscrit à cinq minutes de la fin du match un touchdown par Leon Campbell après une course de 7 yards. Ils résistent et remportent le premier bowl de leur histoire à leur troisième tentative sur le score de 21 à 19.
Il est à noter que lors des deux années suivantes, William and Mary prendra sa revanche sur Arkansas les battant 9 à 0 et 20 à 0 lors des rencontres jouées à Little Rock en saison régulière.

### 1948
Le match met en présence les Wake Forest Demon Deacons de la Southern Conference (SoCon) et les Baylor Bears de la Southwest Conference (SWC).
Les Bears finissent la saison sur un bilan de 5 victoires, 3 défaites (contre Texas, Tulane and SMU  ) et 2 nuls (contre Mississippi State and Rice). Les officiels du Dixie Bowl invitent les Bears à participer au match après leur nul contre Rice. Ils acceptent et participent ainsi au premier bowl d'après saison de leur histoire.
Les Wake Forest Demon Deacons terminent leur saison sur un bilan de 6 victoires pour 3 défaites (contre Boston College, North Carolina et Clemson). Ils sont invités au Dixie Bowl après leur victoire en saison réguière sur Duke. Il s'agira de leur deuxième apparition à un bowl universitaire d'après saison.
Baylor ouvre le score dans le premier quart-temps à la suite d'une interception de George Sims qu'il retourne sur la ligne des 8 yards des Demon Deacons de Wake Forest. Quelques jeux plus tard, Sammie Pierce inscrit un touchdown d'un yard. La conversion étant ratée par Hank Dickerson, les Bears mènent 6 à rien,. Ils augmentent leur avance pour mener 20 à rien à la mi-temps, après un second touchdown d'un yard par Jerry Mangrum et un troisième sur une passe de 12 yards du QB Harold Riley vers Ray Painter,. Wake Forest n'inscrira ses seuls points qu'à l'entamne du troisième quart-temps grâce à un touchdown de 3 yards à la course de Mike Sprock suivi du point de conversion. Les Bears gagnent finalement le match sur le score de 20 à 7,.